# The Honor of Lady Beaumont
The Honor of Lady Beaumont és una pel·lícula muda en blanc i negre muda produïda per l'Éclair America, dirigida per Oscar A.C. Lund i interpretada per Barbara Tennant, Guy Hedlund i Helen Marten, entre d'altres. Es va estrenar el 6 d'agost de 1913.

## Argument
Lady Beaumont rep Gordon, que ha tornat d'una inspecció de les seves propietats al Canadà i li explica que allà s'ha trobat un anglès que està convençut que és Sir Dorian Mars, el seu antic admirador. En vista del gran interès que ella manifesta, Gordon s'ofereix a portar a Sir Dorian un missatge, ja que ha de tornar al Canadà per negocis. Després d'un dur viatge, arriba a una primitiva cabana on hi troba l'anglès, en companyia d'una bella squaw i d'un nen. L'anglès admet ser Sir Dorian, i assegura que no pensa tornar a Anglaterra. El missatge de Lady Beaumont el fa vacil·lar durant un moment però la visió de l'squaw i el nen que el miren amb curiositat el refermen en la seva decisió. Davant la incomprensió de la seva decisió, Sir Dorian li explica la seva història.
De jove havia estat enamorat de Lady Barbara Beaumont, però ella el tractava amb lleugeresa. Era una dona extravagant que gastava molts diners però Sir Dorian era ric i posava els seus diners a la seva disposició, cosa que ella acceptava a causa de l'expectativa de matrimoni. El bridge va ser la seva ruïna. Una vegada va perdre cinc-centes lliures durant una partida sense donar-hi importància. Barbara va conèixer el capità Ferris, un home sense escrúpols però irresistible i en va quedar subjugada. Va aconseguir que Barbara es fes càrrec de les seves apostes. Per ampliar un pla base, va col·locar a Barbara sota grans obligacions descarregant els seus creixents deutes d'apostes. Malgrat la seva pressió ella em va continuar rebent però en cap moment em va fer avinent els seus problemes econòmics. La va enredar per tal d'estafar un empenyorador anomenat Christie. Va empenyorar una diadema de diamants dins d'una caixa segellada per deu mil lliures però en descuit va substituir-la per carbó. Ferris es va quedar amb els guanys i els va perdre a les curses d'Ascot. Tenia la intenció d'obligar-la a casar-se a canvi de no comprometre el seu honor.
En un ball que es va donar en el seu honor, Lady Beaumont portava la famosa tiara de diamants. Ferris havia convidat a Christie. Christie en veure-la va demanar a Lady Beaumont de poder-la veure l'endemà. Barbara va demanar a Sir Dorian que estigués disponible per si el necessitava i hi va anar. Ferris però li va donar una ampolla de narcòtic per tal d'adormir Christie i poder fer el canvi del carbó per la tiara a la caixa segellada. En fer-ho, el prestamista cau mort. Ella fuig i va a veure Dorian i li dona la caixa comprometedora. La policia creu que ell és el culpable i el persegueix però pot fugir en barca. Es rescatat ferit per Naturige, la squaw. Ara viuen junts i són feliços tenen un fill i ell no vol abandonar aquesta vida per l'artifici de Londres.

## Repartiment
- Barbara Tennant (Lady Barbara Beaumont)
- Guy Hedlund (Sir Dorian Mars)
- Jack W. Johnston (Capità Ferris)
- Helen Marten (Naturige, la squaw)
- Alec B. Francis (Christie, agent d'empenyorament)